# Tyle (Görlitzer Stadtgeschlecht)

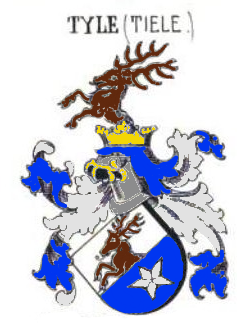
Wappen in Farbe

Tyle, auch Tiele, ist der Name eines erloschenen Görlitzer Adelsgeschlechts im Mittelalter bis zur frühen Neuzeit. 

## Geschichte
Eine der wenigen Quellen ist eine Ausgabe Siebmachers Wappenbuch von Otto Titan von Hefner aus dem Jahr 1856. Es beruft sich bezüglich dieses „Stadtgeschlechts“ auf zwei nicht genannte Quellen.
Demnach erhob Hans Emmerich Melchior, Nathanael, Eleazar und Balthasar Tyle im April 1600 in den Adelsstand. Am 20. Februar 1609 sollen dann Balthasar, Hieronymus, Johann, Friedrich und Melchior von Tyle den böhmischen Adelsstand erhalten haben.
Der einzige näher beschriebene Familienangehörige war Peter Tyle, Görlitzer Ratsherr zwischen 1411 und 1423. Ob er identisch ist mit dem am 24. Februar 1437 von Görlitzern nach Folter und Geständnis gehängten Peter Tyle kann mangels weiterer Quellen nicht gesagt werden. Auch, dass der Görlitzer Bürgermeister Peter Thiele und sein Sohn Hans (* um 1520; † 30. Juni 1569) diesem Geschlecht entstammen, ist wohl nur Mutmaßung.
Das Problem mit der äußerst kargen Quellenlage wird in Wellers Archiv für Stamm- und Wappenkunde erläutert, Konrad Blažek habe auf Nachfrage gar keine Quelle für seinen Eintrag in Siebmachers Wappenbuch benennen können.

## Wappen

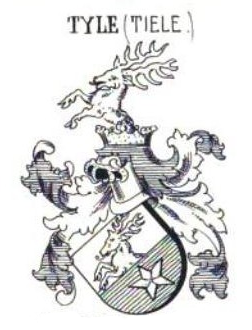
Wappen, abgebildet in Siebmachers Wappenbuch (1856)

Die Familie führte als Wappen im geteilten Schild oben einen Hirsch (aus der Teilung wachsend) und unten einen fünfstrahligen silbernen Stern auf blauem Hintergrund. (Kleinod: Der Hirsch aus der Krone wachsend; Decken: blau-silbern.)
Das Wappen ist identisch mit dem Wappen des Breslauer Adels- bzw. Rittergeschlechts Thielisch. In Wellers Archiv für Stamm- und Wappenkunde wurde die Authentizität des Wappens der Görlitzer Familie Tyle bezweifelt.